# Belaruszok
A belaruszok (más néven fehéroroszok) keleti szláv nép, a mai Belarusz Köztársaság államalkotó népe. (A Magyarországon a rendszerváltás előtt használt belorusz, illetve Belorusszia névváltozat közvetlenül az orosz nyelvből ered.) Kisebb csoportjai élnek még a szomszédos Lengyelország, Litvánia, Ukrajna, Oroszország területén. Jelentős számban vándoroltak ki a 20. század elején az Egyesült Államokba, Brazíliába és Kanadába. Ma körülbelül 8 millió ember vallja magát belarusz nemzetiségűnek világszerte.
A Szovjetunió szétesése után megalakult első önálló államában a belarusz nép nemzeti identitása újra erősödésnek indult.
Nyelvük a belarusz nyelv, de többségük oroszul is beszél, főleg a nagyvárosokban, sokan pedig a traszjanka elnevezésű belarusz–orosz keveréknyelvet használják a mindennapokban.

Belarusz zászlaja 1991 és 1995 között

## A nép nevének etimológiája
A bela előtag fehéret jelent, ezért sok nyugati nyelvben és a magyarban is, a középkor óta a fehérorosz elnevezés volt használatos. (Természetesen nem keverendő össze az oroszországi polgárháborúban a bolsevikok, a vörösök ellen harcoló fehérek, fehér-oroszok politikai jellegű megkülönböztetésével). A fehér elnevezés eredetére vonatkozóan több elmélet is létezik. Az egyik szerint a fehér fényeset, ragyogót, tisztát, eredetit is jelentett, és a nép önértékelését tükrözte. A másik szerint az idáig is eljutó tatárok nevezték el őket így, megkülönböztetésül, ahogy a tatár források például fehér és fekete magyarokat is említenek (máig nem tudjuk, kiket különböztettek meg így a magyarságon belül). A fehérorosz azokat az oroszokat (keleti szlávokat) jelölte, akik nem voltak tatár uralom alatt. A színnel való jelölés egyébként sem egyedi ebben a régióban. Nyugat-Ukrajnában egy történelmi régiót Vörösoroszországnak neveztek, lakóit vörösoroszoknak. Ehhez hasonlóan a törökök elől Nyugat-Magyarországra és Alsó-Ausztriába menekült horvátokat is nevezték fehérhorvátoknak.
A rusz utótag egyértelműen a Kijevi Ruszból ered. A latin Ruténia forma is ezzel van összefüggésben.
A független Belarusz politikai elitje tiltakozik a fehérorosz elnevezés ellen, mivel ez az oroszokkal hozza kapcsolatba a belaruszokat, mintegy az orosz nép egyik alcsoportjaként. A belaruszok közvetlenül a kora középkori Kijevi Rusz államra vezetik vissza eredetüket, ahonnan egyébként az oroszok is származnak.

## Magyar nyelvi használata
A terület uralkodójára, melyet lakói Belarusz néven neveznek, először magyar források a „rex Ruthenorum Alborum” megnevezéssel hivatkoztak, szent Kinga lengyel királyné életírásában, 1320 környékén.
A „fehérorosz” kifejezést magyar nyelven 1572-től[forrás?] 1945-ig kizárólagosan használták.
1945-től kezdve a hivatalos „Belorusz”, „Belorusszia” (az eredeti orosz elnevezés alapján: белорус, белорусский, Белоруссия) forma használata került előtérbe a sajtóban, tankönyvekben és a térképeken is, de a magyar nyelvtudomány (Kniezsa István, TESz.) fenntartotta a fehérorosz elnevezést is.
1990-től ismét visszatért a köznyelvi használatba a „fehérorosz” forma: ez került a sajtó, a tankönyvek és a térképek szövegébe is, ezzel párhuzamosan a diplomáciai használatban egyre inkább elterjed a „Belarusz” alak (az ország saját elnevezése: беларус, беларускі, Беларусь alapján).
1992. február 24-én a földrajzinév-bizottság döntése alapján a hivatalos formák:
- Fehéroroszország,
- Fehérorosz Köztársaság.

## Történetük
A belarusz nép kultúráját a Kijevi Rusz mellett a Polacki Fejedelemségre, valamint a Litván Nagyfejedelemségre vezetik vissza. Népileg őseik a keleti szláv törzsek közül a dregovicsiek, a krivicsiek és a radomicsiek voltak. Keveredtek a helyi balti népcsoportokkal is. A középkorban ruszinoknak, illetve a latin nyelven keresztül kialakult változatban ruténeknek is nevezték őket. Mivel a Litván Nagyfejedelemség hivatalos nyelve a mai belarusz nyelv elődje, a rutén nyelv volt, egyes belarusz történészek ezt az államalakulatot tulajdonképpen belarusz nemzeti államnak tekintik.
Az első világháború után alakult ki a belarusz nemzeti állam, különböző fokú függetlenségben - először a rövid életű Belarusz Nemzeti Köztársaság német megszállás alatt, majd a Belorusz Szovjet Szocialista Köztársaság (1919–1991) a Szovjetunió részeként, amely formálisan az ENSZ önálló tagállama is volt.